# Phantoms de Lehigh Valley
Pour les articles homonymes, voir Phantoms.
Les Phantoms de Lehigh Valley sont une franchise de hockey sur glace de la Ligue américaine de hockey basée à Allentown dans l'État de Pennsylvanie aux États-Unis.

## Histoire
Les Phantoms de Lehigh Valley sont créés en 2014 à la suite du déménagement des Phantoms de l'Adirondack de Glens Falls à Allentown.
La dénomination de Lehigh Valley correspond à l'aire métropolitaine d'Allentown-Bethlehem-Easton.

## Bilan
| Saison    | PJ | V  | D  | DP | DTB | BP  | BC  | Pts | Classement                     | Séries éliminatoires                               |
| --------- | -- | -- | -- | -- | --- | --- | --- | --- | ------------------------------ | -------------------------------------------------- |
| 2014-2015 | 76 | 33 | 35 | 7  | 1   | 194 | 237 | 74  | 4e place, division Est         | Non qualifiés                                      |
| 2015-2016 | 76 | 34 | 35 | 4  | 3   | 215 | 222 | 75  | 7e place, division Atlantique  | Non qualifiés                                      |
| 2016-2017 | 76 | 48 | 23 | 5  | 0   | 260 | 219 | 101 | 2e place, division Atlantique  | Éliminés au 1er tour                               |
| 2017-2018 | 76 | 47 | 19 | 5  | 5   | 260 | 218 | 104 | 1re place, division Atlantique | Éliminés au 3e tour                                |
| 2018-2019 | 76 | 39 | 30 | 4  | 3   | 240 | 244 | 85  | 5e place, division Atlantique  | Non qualifiés                                      |
| 2019-2020 | 63 | 23 | 33 | 5  | 2   | 152 | 206 | 53  | 7e division Atlantique         | Séries annulées à cause de la pandémie de Covid-19 |
| 2020-2021 | 32 | 18 | 7  | 4  | 2   | 96  | 92  | 43  | 2e division Nord               | Séries annulées à cause de la pandémie.            |
| 2021-2022 | 76 | 29 | 32 | 10 | 5   | 195 | 239 | 73  | 8e division Atlantique         | Non qualifiés                                      |
| 2022-2023 | 72 | 37 | 29 | 3  | 3   | 221 | 226 | 80  | 6e division Atlantique         | Éliminés au 1er tour                               |
| 2023-2024 | 72 | 32 | 31 | 6  | 3   | 191 | 217 | 73  | 6e division Atlantique         | Éliminés au 2e tour                                |

## Personnalités

### Capitaines
- Colin McDonald (2015 à 2018)
- Cal O'Reilly (depuis 2020)

### Entraîneurs
- Terry Murray  (2014)
- Scott Gordon  (2015 à 2020)
- Ian Laperrière (depuis 2021)